# Айтурган Темірова
Айтурган Темирова (2 лютого 1958, Кульджа) — радянська киргизька кіноактриса. Заслужена артистка Киргизької РСР (1987), Народна артистка Киргизької Республіки (2001).

## Біографія
Народилася 1958 року в сім'ї військових, закінчила школу у Фрунзе, Киргизька РСР.

У 14 років дебютувала у фільмі «Червоні маки Іссик-Куля».
Це в неї вийшло так природно, що потім, під час перегляду фільму, бабуся весь час жаліла онуку і сама крадькома витирала сльози. Втім, гру Айтурган оцінила не тільки бабуся. У 1972 році на Всесоюзному кінофестивалі у Тбілісі юна акторка була удостоєна нагороди за найкращий дебют.— журнал "Молода гвардія", 1982 рік
Закінчила Киргизьке музично-хореографічне училище ім. М.Куренкеєва та Киргизький інститут мистецтв ім. Б.Бейшеналиевой.
У 1970—1980 роках знялася в ряді фільмів кіностудій «Киргизфільм» і «Казахфільм», запам'яталася глядачам з головних ролей у фільмах — лауреатах Всесоюзного кінофестивалю: «Вовча яма», «Білий пароплав», але найбільш відома виконанням головної ролі «Снайпери» в якому створила образ Алії Молдагулової.
У 90-ті роки вийшла заміж за громадянина Чехії, живе у Брно

## Фільмографія
- 1972 — Червоні маки Іссик-Куля — Каліча
- 1976 — Білий пароплав — Гульджамал
- 1978 — Серед людей — Гульджан
- 1979 — Ранні журавлі — дружина Саригула
- 1981 — Не ставте Лісовику капкани… — Тайка
- 1982 — Не шукай пояснення — Джаміля
- 1982 — Тринадцятий онук — Сана
- 1983 — Справи земні — Сагінай
- 1983 — Вовча яма — Аджар
- 1985 — Снайпери — Алія Молдагулова
- 1987 — Дилетант
- 1987 — Притулок для повнолітніх
- 1989 — Сходження на Фудзіяму — Гульджан
- 1989 — Змова — Сабіна
- 1992 — Аномалія
- 1999 — День янгола — Мадам
- 2005 — Скриня предків — епізод

## Призи та нагороди
- 1972 — Лауреат премії Всесоюзного кінофестивалю за найкращий дебют
- 1987 — Заслужена артистка Киргизької РСР
- 1992 — Премія ім. Асанали Ашимова за внесок у казахський кінематограф за розкриття образу Алії Молдагулової.
- 2001 — Народна артистка Киргизької Республіки
- 2016 — Орден «Достик» II ступеня (Казахстан)
- 2021 — Орден «Манас» III ступеня[1]
- 2021 — Офіцер ордена Мистецтв та літератури (Франція)[2]